# Phylica tubulosa
Phylica tubulosa är en brakvedsväxtart som beskrevs av Rudolf Schlechter. Phylica tubulosa ingår i släktet Phylica och familjen brakvedsväxter. Inga underarter finns listade i Catalogue of Life.